# 水害
水害（すいがい）とは、水による災害の総称。洪水、高潮など水が多すぎるために起こる災害の総称。「水災害（みずさいがい）」や「水災（すいさい）」とも言う。
洪水、浸水、冠水、豪雨、（水を原因とした）土石流、山崩れ、崖崩れ（がけくずれ）などがこれに含まれる。
津波による被害は、通常は水害というより「地震災害」の一種と捉えるか、また単独で「津波災害」と括るのが普通である。

## 歴史
#歴史に残る水害の節も参照。

## 分類・種類
洪水 / 高潮などと分類する方法がある。
原因が堤防の外側か内側かで、外水氾濫 / 内水氾濫と分ける方法もある。
外水氾濫はさらに以下のように分けられることがある。
- 越堤・溢水（水が堤防からあふれるが、堤防は破壊されず持ちこたえること）[注釈 2]
- 破堤（英語版）（堤防が決壊すること。堤防（の一部）が破壊されること。）

雪解け水の増加によるものを「融雪洪水」「融雪出水」と分類する。
特に都市部で起きる水害を「都市型水害」や「都市水害」「都市洪水」「都市浸水」などと分類することもある。

## 水害の原因・要因
気象的要因
- 台風（熱帯低気圧）、ハリケーン、前線（梅雨・秋雨）、温帯低気圧、積乱雲、あるいは線状降水帯の出現などによって起こる豪雨、集中豪雨。
- 雪解け水の増加（融雪洪水）
- 潮位異常。高潮（海嘯）・高潮位

地理的要因
- 河川の流域、三角州、川の中の島、扇状地、河川敷、過去に河川敷であった土地、河川の後背湿地、周辺や近隣の土地や地域との標高の相対的な差
- 周囲より低くなっている土地（低地）

社会的要因
- 山林の過度の伐採・開拓・宅地造成による森林の保水機能の低下
- もともと冠水しやすく住宅地には不向きな土地を宅地化すること
- 治水の立ち遅れ
- 都市化。舗装路が増えすぎること。
- 落ち葉などゴミによる道路の雨水ます（排水口）の詰まり[4]

- 都市部や農地などでの排水の不良。（内水氾濫）

## 水害の被害内容
- 人命の損失（死者、行方不明者、負傷者）
- 住宅の全壊・半壊
- 住宅の浸水
日本では昭和45年消防庁長官通知「災害報告取扱要領」により、「住家の床より上に浸水したもの及び全壊・半壊には該当しないが土砂竹木のたい積により一時的に居住できないもの」を床上浸水、それ以外を床下浸水としている[5]。なお、損害保険では契約で定義される（「床上浸水」は居住の用に供する部分の床面をこえる浸水または地盤面から45 cmをこえる浸水とするなど）[6]。
- 家財・財産の流失

経済活動全般の損害
- 企業の社屋・工場などの被害
- 農地の破壊、農作物の廃棄処分
- 各種乗り物、機械類の水没被害
- 交通網・通信網・ライフラインの寸断。これに伴う物流・経済活動の停止。

## 水害対策
予防と被害軽減の両面が必要とされる。為政者による治水、コミュニティによる自衛策、個人による自衛策などがある。
- 水害予防組合、水防団、土嚢
- 水屋（避難所）、防災ステーション、揚げ舟
- 堤防　－ 輪中堤　霞堤、2線提
- 放水路、防潮板（防水板）
- 雨水貯留浸透施設、大規模雨水貯留施設、調整池、遊水池、
- 河川管理施設整備　－ ダム、堰、水門、護岸、床止め
- 樹林帯、水害防備林
- オランダの水害対策
- 河道整備、河川計画・治水計画見直し

### 水害への備え
- 自分が住んでいる場所にどのような水害が起こりうるか予測、対策を考える。
- 気象情報に注意し、危険が予測される場合は避難などを考える。避難指示に注意。高齢者は避難に時間がかかりやすいので特に早めの行動が必要となる。
- 浸水しやすい地域では、家屋の構造を工夫する。また緊急時には建物の1階開口部や地下鉄・地下街の入り口、地下駐車場斜路などに防潮板（防水板）や土嚢を設置して水の浸入を食い止められるようにしておく。
- 堆積土砂を除去する
- 落ち葉などゴミの清掃[4]
- 避難行動要支援者（乳幼児、高齢者、身障者など）の早めの避難（高齢者等避難）

### 水害発生時
- 被害を食い止める
- 避難
- 救援・救助、逃げ遅れた人の救助

日本
日本で水害など災害が起こった場合、主として消防機関（常備消防・消防団）、水防団、地域の自主防災組織（住民によるボランティア）が救援救助に当たるが、大規模災害の場合は自衛隊に災害派遣の要請を行うこともある。

### 発生後の策
- 避難民のケア（物心両面）、救援ボランティア・救援物資の活用
- 排水、泥やごみの撤去
- ライフライン・交通機関の復旧
- 消毒など浸水地域の衛生策

## 水害に関係する法令
- 水防法 「水防法（昭和二十四年法律第百九十三号）」.e-Gov法令検索. 総務省行政管理局
- 砂防法 「砂防法（明治三十年法律第二十九号）」.e-Gov法令検索. 総務省行政管理局（1897年〜）
- 河川法 「河川法（昭和三十九年法律第百六十七号）」.e-Gov法令検索. 総務省行政管理局
- 災害対策基本法 「災害対策基本法（昭和三十六年法律第二百二十三号）」.e-Gov法令検索. 総務省行政管理局
- 特定都市河川浸水被害対策法
- 特定多目的ダム法「特定多目的ダム法（昭和三十二年法律第三十五号）」.e-Gov法令検索. 総務省行政管理局

## 歴史に残る水害

### 世界
- 1824年 ロシア、ネヴァ川の氾濫によりサンクトペテルブルク等で死者1万人
- 1887年 中国、河南省で黄河の氾濫、死者90万人、600万人との説もある（1887年黄河洪水も参照）
- 1913年 ハンガリー・ドナウ川
- 1927年 アメリカ、ミシシッピ大洪水
- 1931年 中国中部、1931年中国大洪水
- 1939年 中国北部、死者50万人
- 1951年 中国東北部、死者4800人
- 1953年 オランダ・高潮、死者2000人（北海大洪水）
- 1955年 インドと東パキスタン（現バングラデシュ）、ガンジス川河口で洪水、死者2000人
- 1963年 イタリア、バイオントダムに地すべりによる土砂が流入し、ダムがあふれて洪水発生、死者2000人（4000人?）
- 1969年 中国、山東省で洪水、死者数十万人?
- 1991年・1998年 中国
- 2005年 アメリカ、 ハリケーン・カトリーナ
- 2021年 ヨーロッパ、2021年ヨーロッパ洪水

### 日本
死者行方不明者数200人以上のものを挙げる。死者200人以下は集中豪雨を参照。台風による被害は台風#過去の記録的な台風も参照。また、1974年の多摩川水害は東京都内で起きた水害として著名である。
- 1742年 戌の満水：死者2,800人以上
- 1885年 淀川大洪水：浸水71,000戸、損壊15,000戸、流失1,600戸、被災27万人
- 1896年 横田切れ：床下・床上浸水43,600戸
- 1907年 明治40年の大水害（山梨県）
- 1910年 明治43年の大水害：死者・行方不明者900人を超える
- 1917年 大正6年の高潮災害：東京湾に高潮、東京府の溺死者500人以上
- 1934年 室戸台風：大阪湾に高潮、死者・行方不明者3066人（昭和の三大台風）
- 1938年 阪神大水害：死者600人を超える
- 1945年 枕崎台風：広島県中心に死者・行方不明者3000人を超える（昭和の三大台風）
- 1947年 カスリーン台風（台風4709号）：利根川・荒川が決壊、死者・行方不明者1930人
- 1953年
  - 南紀豪雨（紀州大水害）：死者・行方不明者1000人以上
  - 南山城の大雨：死者290人、全半壊1658棟[7]
  - 昭和28年西日本水害は熊本を中心として死者・行方不明者1,001名
- 1957年 諫早豪雨：死者・行方不明者992人
- 1958年 狩野川台風：伊豆半島と東京付近に水害、死者・行方不明者1189人
- 1959年 伊勢湾台風：伊勢湾に高潮、死者・行方不明者5098人（昭和の三大台風）
- 1961年 昭和36年梅雨前線豪雨（死者357人）
- 1967年 昭和42年7月豪雨（死者・行方不明者369人）
- 1972年 昭和47年7月豪雨（死者・行方不明者447人）
- 1982年 長崎大水害（長崎豪雨、死者・行方不明者299人）
- 2018年 西日本豪雨（平成最悪の水害、死者220人以上）

## ギャラリー
- 1947年のカスリーン台風による水害。死者・行方不明者1930人。
- 1958年の狩野川台風の水害。死者・行方不明者1189人。決壊した堤防。
- 2005年のハリケーン・カトリーナによる水害。死者は合計1,336人、行方不明者4,000人以上、被災者数百万人とも。